# Tetratheca shiressii
Tetratheca shiressii är en tvåhjärtbladig växtart som beskrevs av William Faris Blakely. Tetratheca shiressii ingår i släktet Tetratheca och familjen Elaeocarpaceae. Inga underarter finns listade i Catalogue of Life.